# Stanisław Kwaśniewicz
Stanisław Kwaśniewicz (ur. 18 kwietnia 1930 w Krakowie, zm. 23 lipca 2006 w Katowicach) – polski architekt, działający głównie na Śląsku. Wybitny przedstawiciel późnego modernizmu. Jago realizacje wywarły istotny wpływ na kształt architektoniczny współczesnych Katowic.

## Życiorys
Pochodził z rodziny inteligenckiej. Był synem Mieczysława i Ireny z Grabskich. Do 1939 roku mieszkał na Śląsku (Brzeziny Śląskie, Janów), gdzie ojciec pracował w górnictwie węglowym. Okupację spędził w Krakowie, gdzie ukończył szkołę podstawową oraz dwie klasy gimnazjum w tajnym nauczaniu.
Podtrzymując rodzinną tradycję w 1945 r. wstąpił do harcerstwa. Początkowo w Krakowie należał do 3 Krakowskiej Drużyny Harcerskiej, a po przyjeździe do Katowic do 1 Drużyny Harcerskiej im. Bolesława Chrobrego.
W 1945 roku wrócił do Katowic. W latach 1945–1948 uczęszczał do Gimnazjum i Liceum im. M. Kopernika, gdzie zdał maturę. W latach 1948–1954 studiował architekturę na Akademii Górniczo-Hutniczej w Krakowie.
Interesował się rysunkiem. Uwieczniał nie tylko architekturę, ale także scenki rodzajowe. Był zapalonym narciarzem, latał również na szybowcach.
W 1956 r. ożenił się z Marią Zabłocką (1933-2019), siostrą znanego architekta i sportowca Wojciecha Zabłockiego. Mieli troje dzieci: Barbarę (1957-1970), Leszka i Annę.
Pochowany na cmentarzu przy ul. Francuskiej w Katowicach

## Kariera zawodowa
W 1954 rozpoczął pracę zawodową w „Miastoprojekcie” Katowice, gdzie pracował do 1991 roku. .
Początkowo był asystentem architekta Mariana Śramkiewicza, a następnie projektantem w zespołach kolejno: Jerzego Gottfrieda, Henryka Buszki i Mariana Skałkowskiego. Po utworzeniu w 1955 r. pracowni PW-11, powołanej do rozbudowy śródmieścia Katowic, wszedł w jej skład jako główny projektant. W 1958 r. zdobył uprawnienia budowlane.
Od 1964 roku uczestniczył w pracach Archidiecezjalnej Komisji Architektury i Sztuki Sakralnej w Katowicach.
Od 1965 roku podjął indywidualną działalność twórczą. Pracował w Pracowni Sztuk Plastycznych (1965-1991) oraz w Autorskim Atelier Realizacyjnym ARAR (1989-1998).
W 1972 ukończył studium podyplomowe urbanistyki na Wydziale Architektury Politechniki Warszawskiej.
W 1975 r. ukończył studium podyplomowe w zakresie urbanistyki i planowania przestrzennego na Wydziale Architektury Politechniki Warszawskiej, a w roku 1979 otrzymał status architekta twórcy. Był rzeczoznawcą SARP.
W 1999 roku przeszedł na emeryturę, kontynuując indywidualną działalność twórczą.

## Realizacje architektoniczne
- zespół mieszkalno-usługowy w centrum Gołonoga, Dąbrowa Górnicza (1955)
- kino Kosmos, Katowice Koszutka, współautor Jurand Jarecki, Marian Skałkowski (1959-65)
- zespół szkół pawilonowych, ul. Grażyńskiego, Katowice Koszutka (19590-61)
- dom meblowy „Domus” ul. Mickiewicza, Katowice, współautor Marian Skałkowski (1959-60)
- budynek Biura Projektów Zakładów Przeróbki Mechanicznej Węgla „Separator”, ul. Korfantego 2, Katowice (1962-1965)
- pawilon wystawowy Biura Wystaw Artystycznych(BWA), Katowice (1966-1972)
- punktowiec mieszkalny „Ślizgowiec”, ul. Korfantego 8, Katowice, współautor Tadeusz Krzysztofiak (1966-1968)
- zespół mieszkaniowy „Kopalniana” ul. Uniwersytecka, Katowice (1964-66)
- zespół 6 budynków mieszkalnych „Niebieski bloki” Katowice Koszutka (proj. 1958-59, realizacja 1963)
- koncepcja urbanistyczna tzw. "Bloku D" Os. J. Marchlewskiego (żłobek, ośrodek zdrowia, pawilon handlowy), ul. Ordona, Katowice Koszutka, współautorzy Marian Skałkowski, Tadeusz Sadowski (1970)
- osiedle Paderewskiego w Katowicach, współautorzy Jurand Jarecki, Ryszard Ćwikliński (1970-80)
- szkoła, żłobek, przedszkole osiedle Paderewskiego, blok C, ul. Graniczna 42/46 (Osiedle Paderewskiego) (1979-1984)
- zespół budynków usługowo-mieszkalnych ul. Poniatowskiego i Mikołowska, Katowice, współautor Jurand Jarecki (1959-63)
- osiedle „Gołonóg” Dąbrowa Górnicza, współautorzy: Wiesław Baryń, Wacław Lipiński, Maria Glanc-Knosała, Jan Maas, Kazimierz Sołtykowski, Ryszard Ćwikliński, Mieczysław Rek, Wojciech Podleski, Zygmunt Fagas
- Ośrodek Dziecięco-Młodzieżowy, Sosnowiec, ul. Gospodarcza 63 (1974-1986)
- osiedle C3 Zagórze-Południe, Sosnowiec (1976)
- Ośrodek Dziecięco-Młodzieżowy - Zespół Szkół Ogólnokształcących nr 5 z Oddziałami Integracyjnymi i Specjalnymi Sosnowiec, ul. Bohaterów Monte Cassino 46 (1978)
- Ośrodek Dziecięco-Młodzieżowy Sosnowiec, ul. Kisielewskiego 4b  (1979)
- centrum handlowo-usługowe, Jastrzębie-Zdrój
- siedziba Śląskiego Instytutu Naukowego, ul. Graniczna, Katowice (1970-1977)
- zespół bloków mieszkalnych, ul. Krasińskiego-Floriana, Katowice (1988)
- Biblioteka Śląska, współautorzy Jurand Jarecki, Marek Gierlotka (1991-1997)
- Wystrój sklepu „Supersam” Katowice, współpraca Marian Skałkowski (1961-64)
- Wystrój sklepu „Delikatesy” Katowice, współpraca Marian Skałkowski (1962)
- Plan zagospodarowania przestrzennego dzielnicy Koszutka w Katowicach (współautorzy Marian Skałkowski, Mieczysław Król)
- Niezrealizowany projekt Dzielnicy Uniwersyteckiej Katowice Ligota
- Niezrealizowany projekt centrum miasta Jastrzębie-Zdrój, współpraca Marin Skałkowski, Zygmunt Winnicki
- Niezrealizowany projekt Śląskiej Biblioteki Akademickiej Katowice (współpraca Marian Skałkowski, Jurand Jarecki)[5][3][6]

Od 1964 roku wykonywał szereg projektów architektury sakralnej. Zaprojektował 16 kościołów i kaplic, kilka dzwonnic oraz cały szereg aranżacji wnętrz kościelnych m.in. Bazyliki w Piekarach Śląskich, Kaplicy w Kurii Diecezjalnej w Katowicach, kościołów w Wiśle, Ustroniu-Centrum, Skoczowie, Pawłowicach Śląskich, Orzegowie i innych.
Był autorem realizacji oprawy przestrzennej i plastycznej spotkania z papieżem Janem Pawłem II na lotnisku Muchowiec w Katowicach w 1983 roku.
- kościół Matki Bożej Częstochowskiej w Drogomyślu (1965- 69) uznany za pierwszą na Górnym Śląsku realizację postulatów Soboru Watykańskiego w budownictwie sakralnym[7]
- kościół Najświętszego Ciała i Krwi Chrystusa, Wrzosowa, współautor Marian Ficenes (1974-78)
- kościół Najświętszego Serca Pana Jezusa, Lubojna (1973-77)
- kościół Najdroższej Krwi Pana Jezusa, Bystra, współautor inż. Franciszek Klimek (1976-1983)[8]
- kościół Bożego Narodzenia, Ruda Śląska Halemba II (1976-81)
- kościół ewangelicki Świętej Trójcy, Bażanowice, współautor Karol Gaś (1978-81)
- kościół Wniebowzięcia NMP, ul. Graniczna 26, Katowice, współautor Mieczysław Molicki (1980-83)
- kościół Nawiedzenia NMP Sosnowiec (1981-88)
- kościół Matki Sprawiedliwości i Miłości Społecznej, Zaborze (1982-86)
- kościół Matki Boskiej Częstochowskiej, Mysłowice-Kosztowy (1982-1992)
- kościół św. Jana Nepomucena, Krostoszowice, współautor Henryk Hawel (1983)
- kościół Podwyższenia Krzyża Świętego i Matki Boskiej Częstochowskiej, Pszczyna (1984-1989)
- kościół Chrystusa Króla, Świerklaniec (1988-1994)
- kościół Jezusa Chrystusa Najwyższego i Wiecznego Kapłana, Sosnowiec (1992-2005)
- kościół św. Jacka, Częstochowa (1995-2000)[9]

## Konkursy
projekt osiedla „Paderewskiego” w Katowicach, współautorzy Jurand Jarecki, Ryszard Ćwikliński – I nagroda (1965)
projekt Muzeum Sztuki w Łodzi, współautorzy Albin Cieszyński i Marian Skałkowski – wyróżnienie
Centralna Dzielnica Mieszkaniowa w Halle-Neustadt, NRD - wyróżnienie
projekt dzielnicy mieszkaniowej im. Marii Curie-Skłodowskiej w Zabrzu, współautorzy: Albin Cieszyński, Henryk Trzcionkowski – wyróżnienie równorzędne (1969)
projekt nowego gmachu Biblioteki Śląskiej w Katowicach, współautorzy Jurand Jarecki, Marek Gierlotka (1989)

## Stowarzyszenia
SARP oddział Katowice
Śląska Okręgowa Izba Architektów RP

## Odznaczenia
Odznaka 1000-lecia Państwa Polskiego (1966)
Złota i Srebrna Odznaka „Zasłużony dla Rozwoju woj. katowickiego” (1967, 1978)
Srebrna Odznaka SARP (1972)
Medal SARP „Za osiągnięcia w dziedzinie architektury” (1976)
Złota Odznaka „Zasłużony dla Budownictwa i PMB” (1978)
Srebrny Krzyż Zasługi (1980)
Order Papieski Pro Ecclesiae Pontifice (1984)
nagroda im. Juliusza Ligonia (1989)

## Galeria

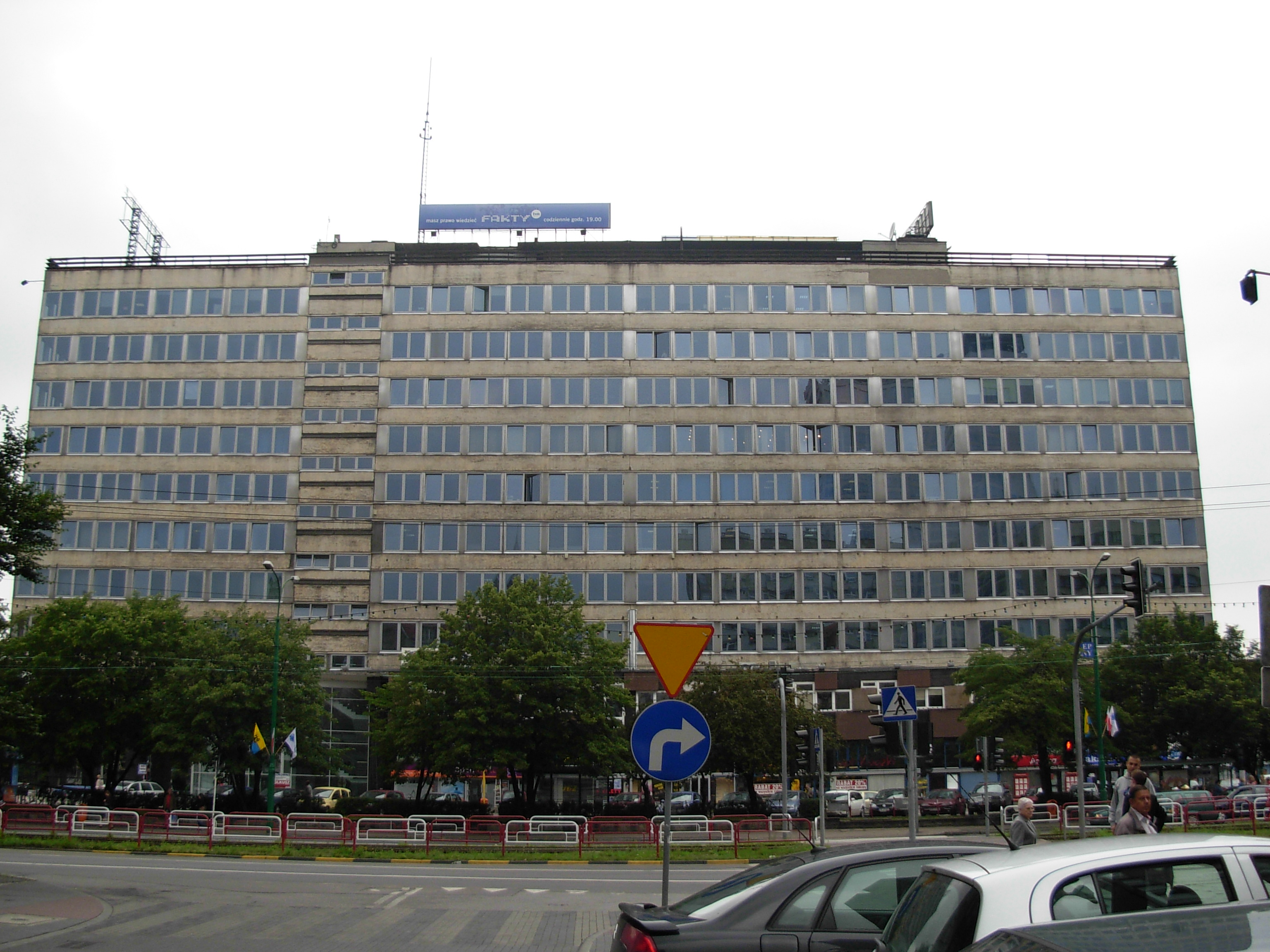
Budynek Biura Projektów Zakładów Przeróbki Mechanicznej Węgla „Separator”, Katowice (2007)
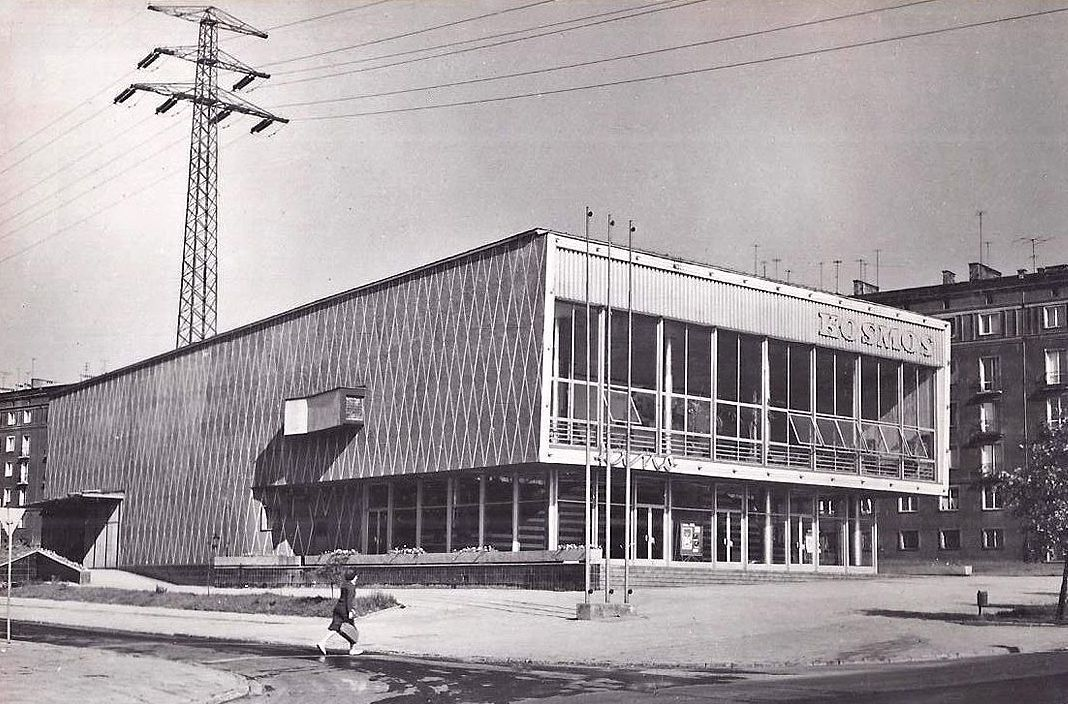
Kino Kosmos, Katowice Koszutka (1967)
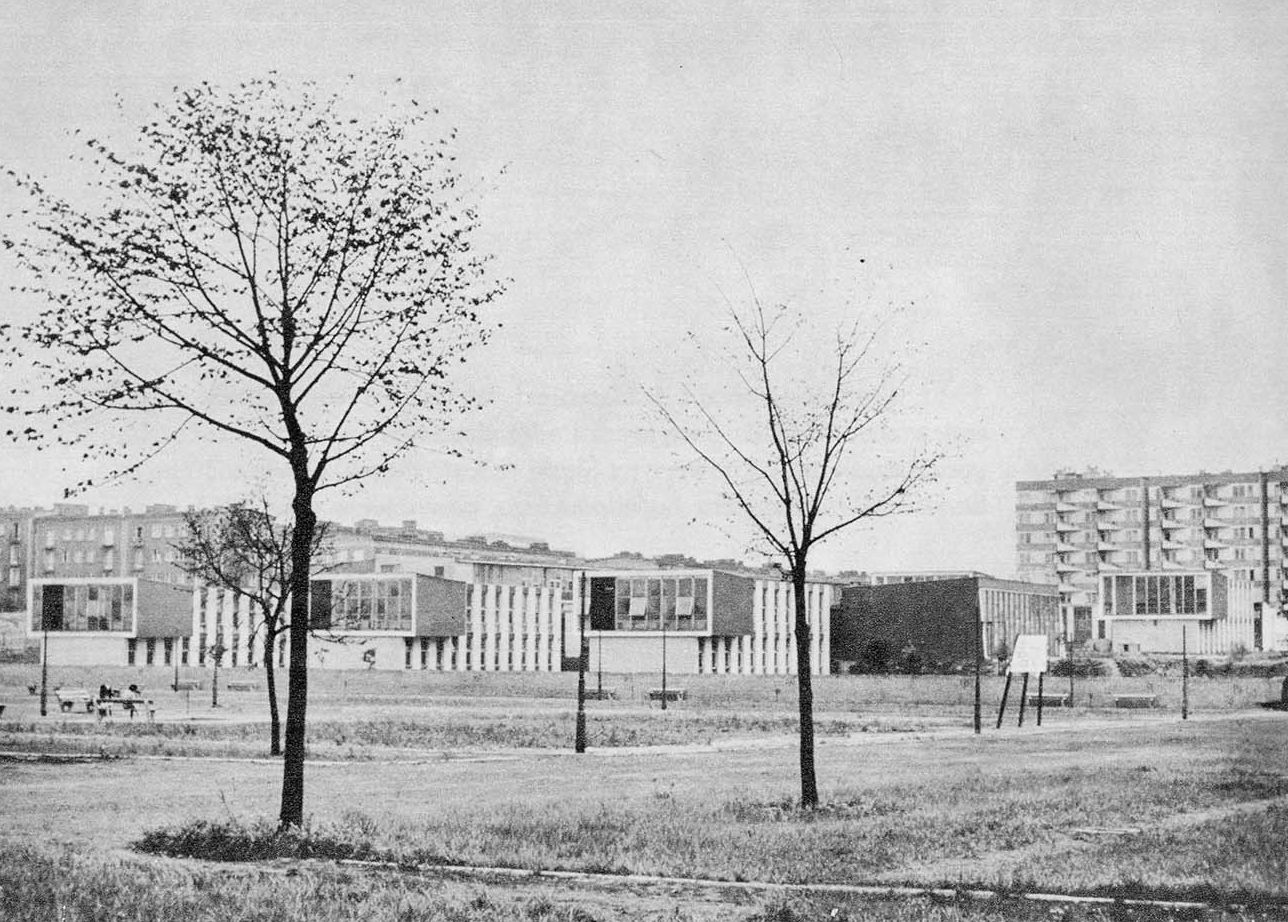
Szkoła Katowice Koszutka (1964)
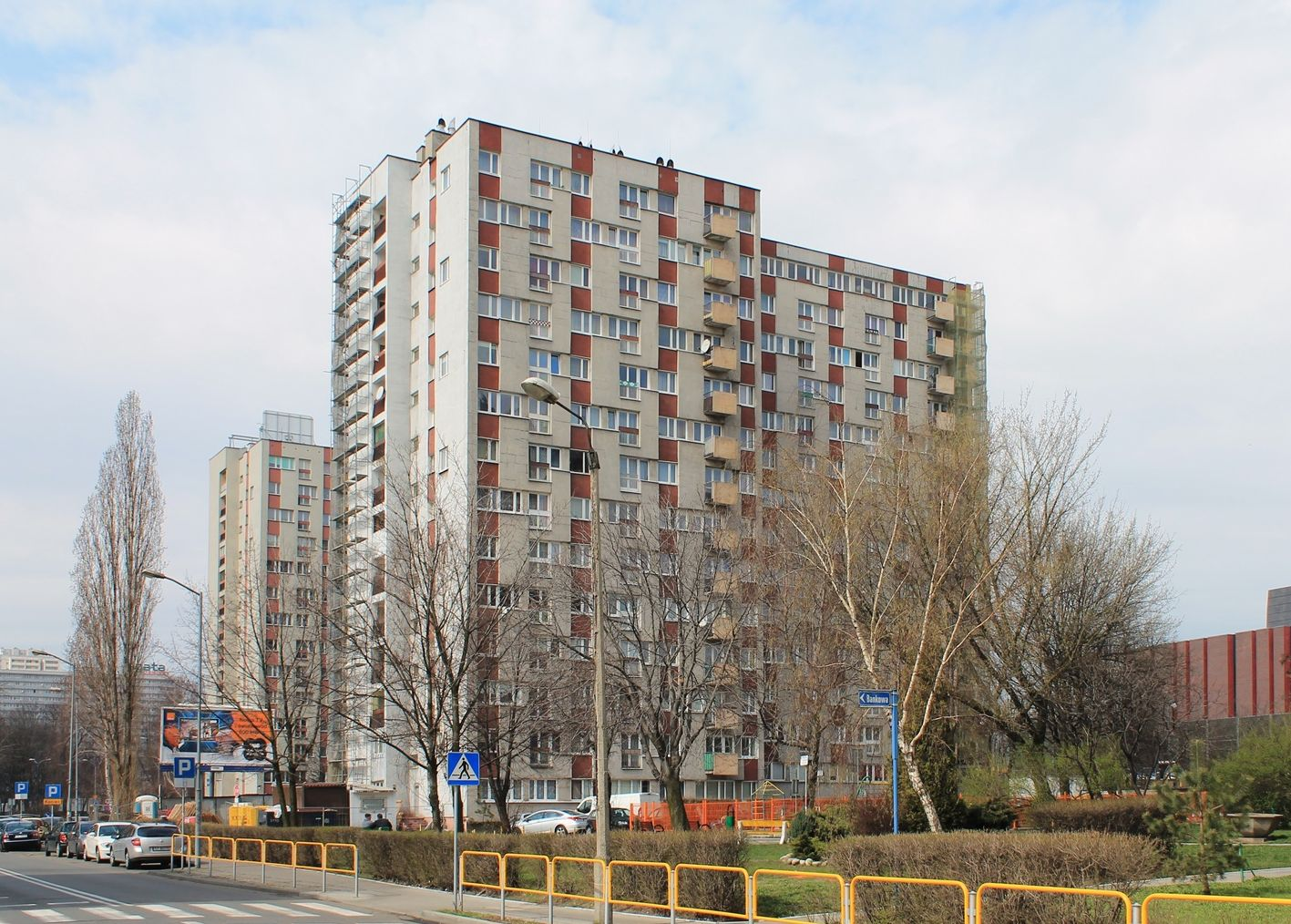
Zespół mieszkaniowy „Kopalniana”, ul. Uniwersytecka, Katowice (2016)
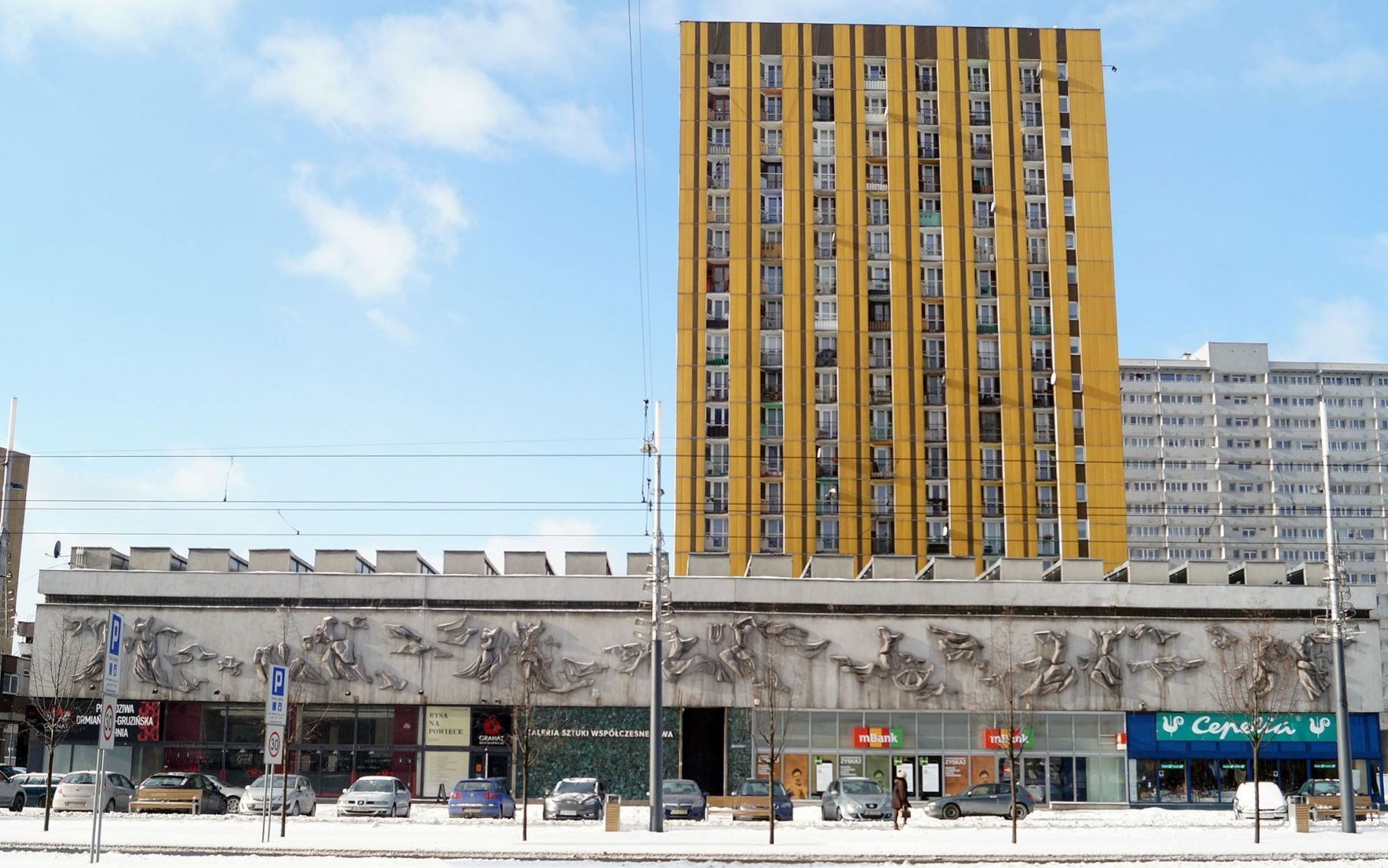
Pawilon BWA i Ślizgowiec, Katowice (2017)
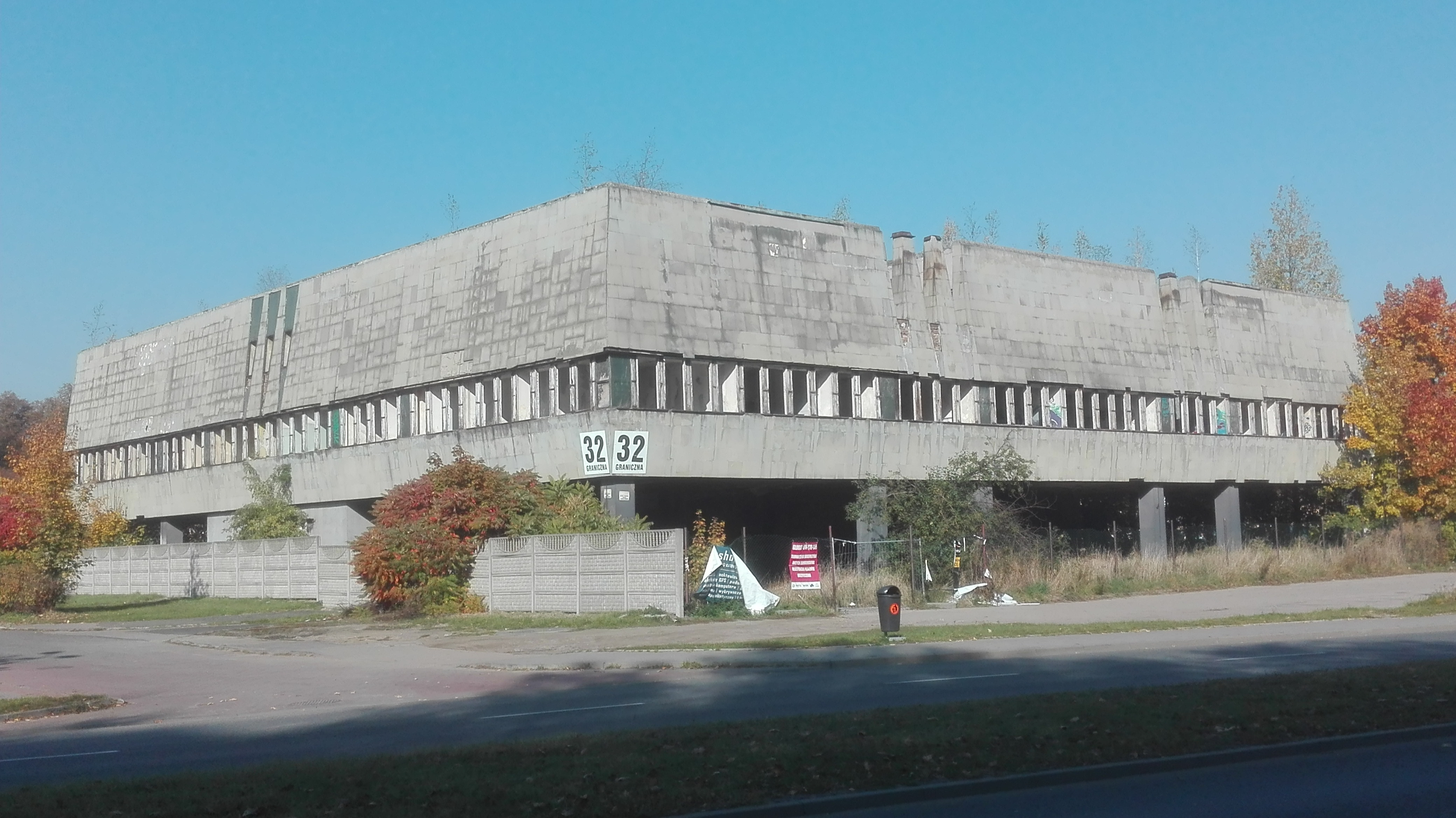
Śląski Instytut Naukowy, Katowice (2018)
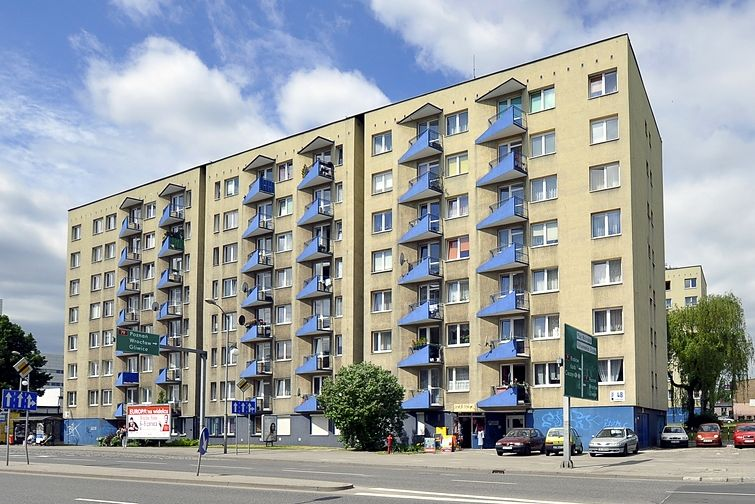
Niebieskie Bloki, Katowice Koszutka (2016)
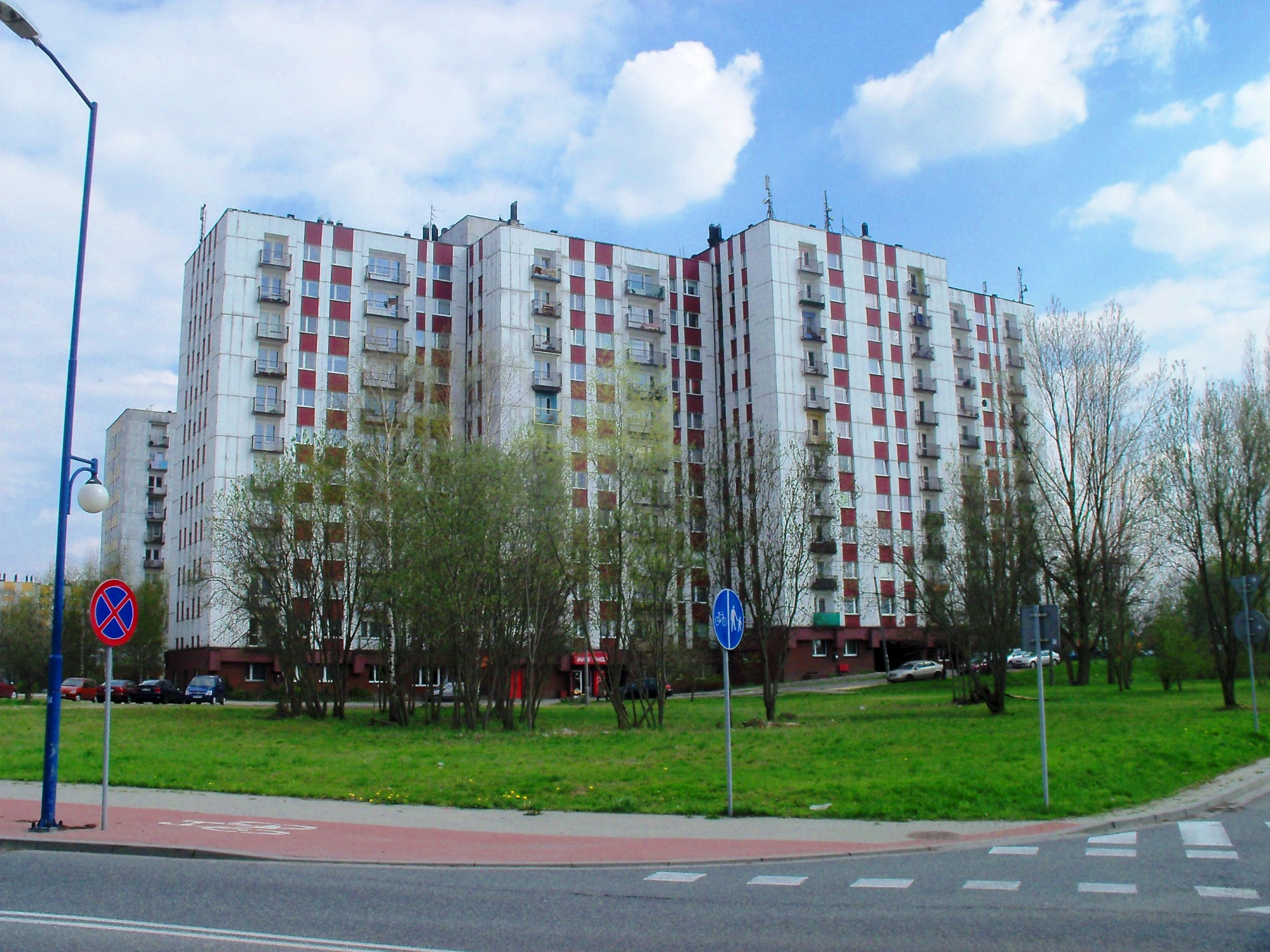
Osiedle Paderewskiego,Katowice (2011)
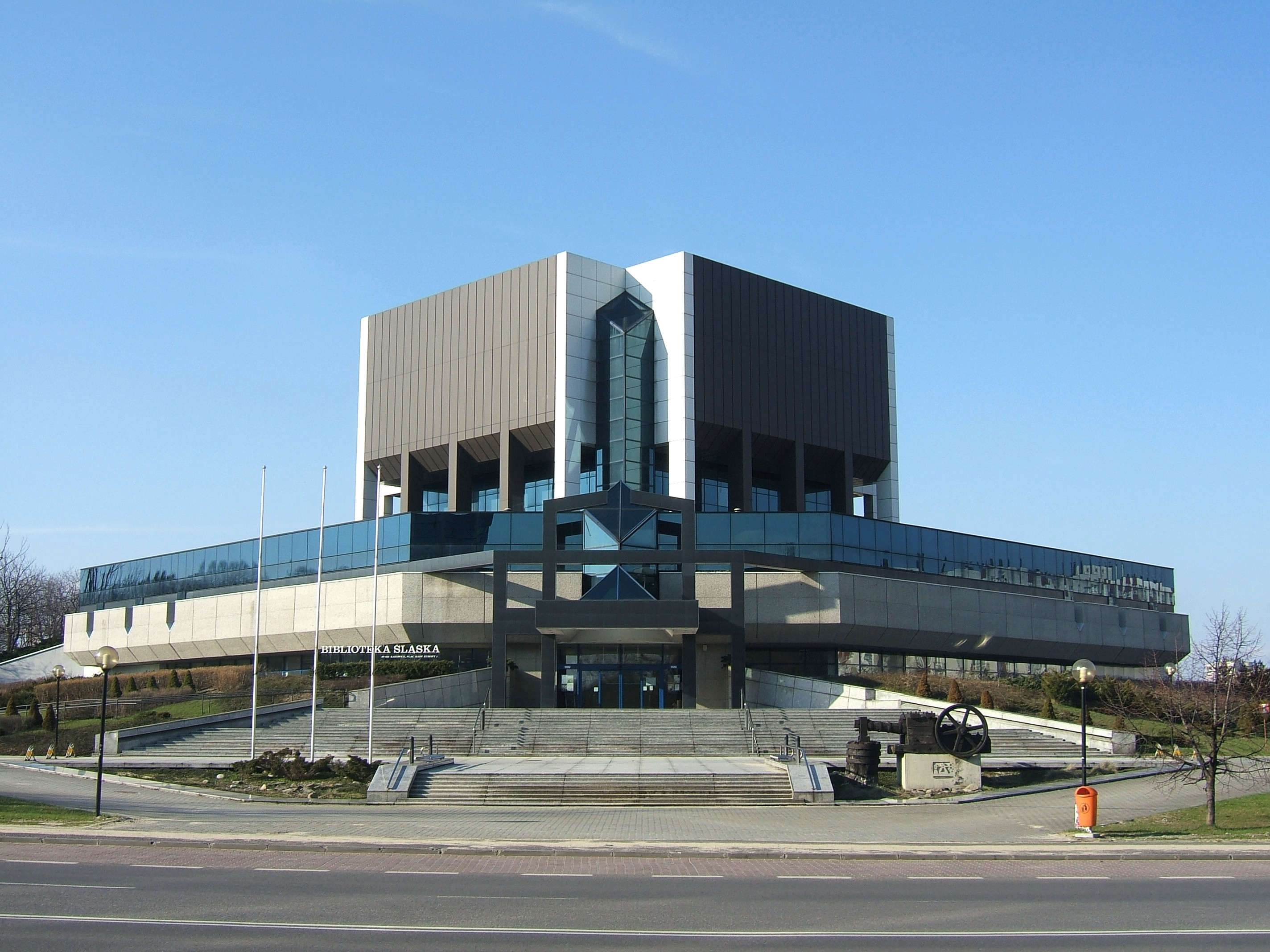
Biblioteka Śląska, Katowice (2006)
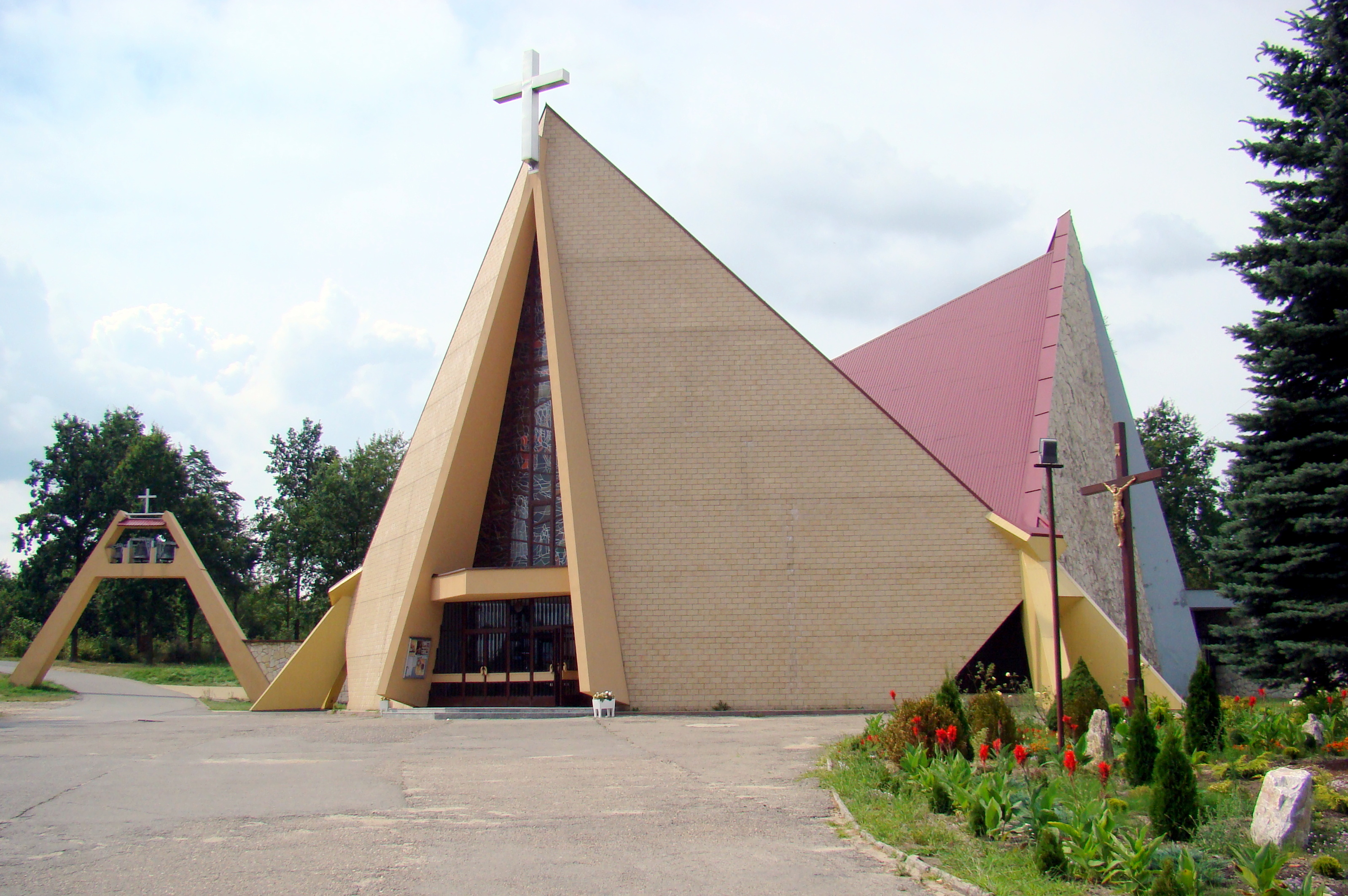
Kościół Najświętszego Ciała i Krwi Chrystusa, Wrzosowa (2015)
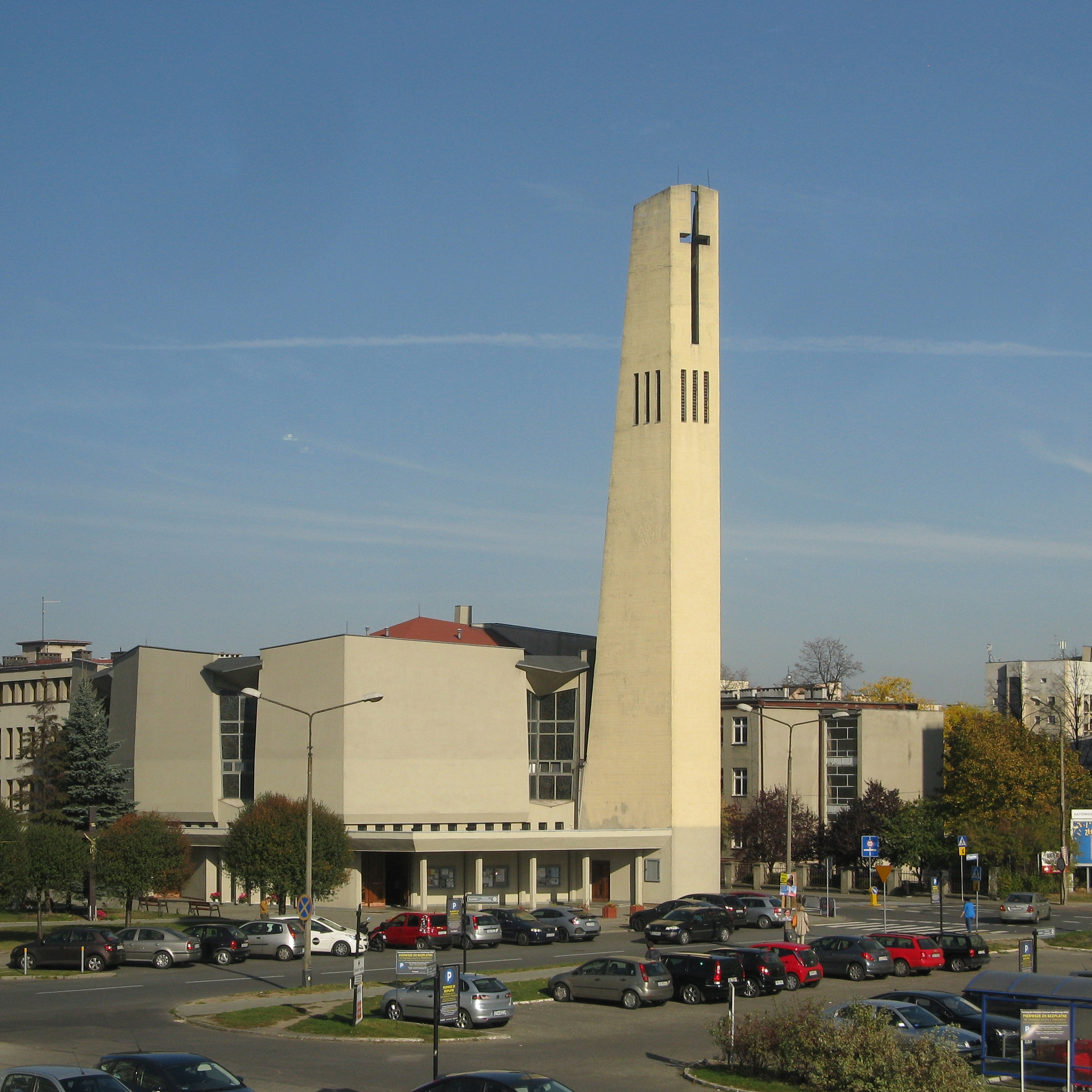
Kościół Wniebowzięcia Najświętszej Maryi Panny, Katowice (2007)
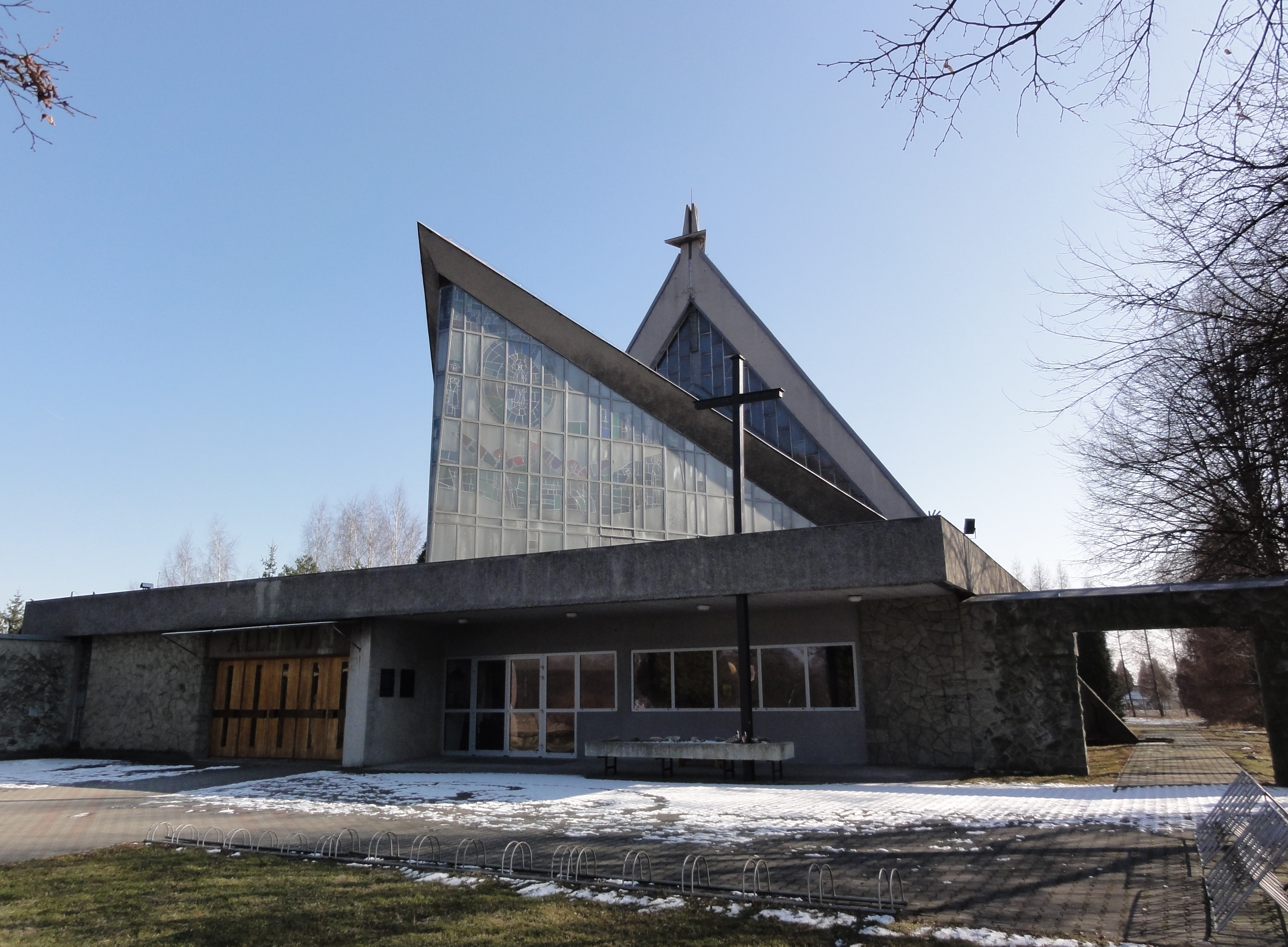
Kościół Matki Bożej Częstochowskiej, Drogomyśl (2011)
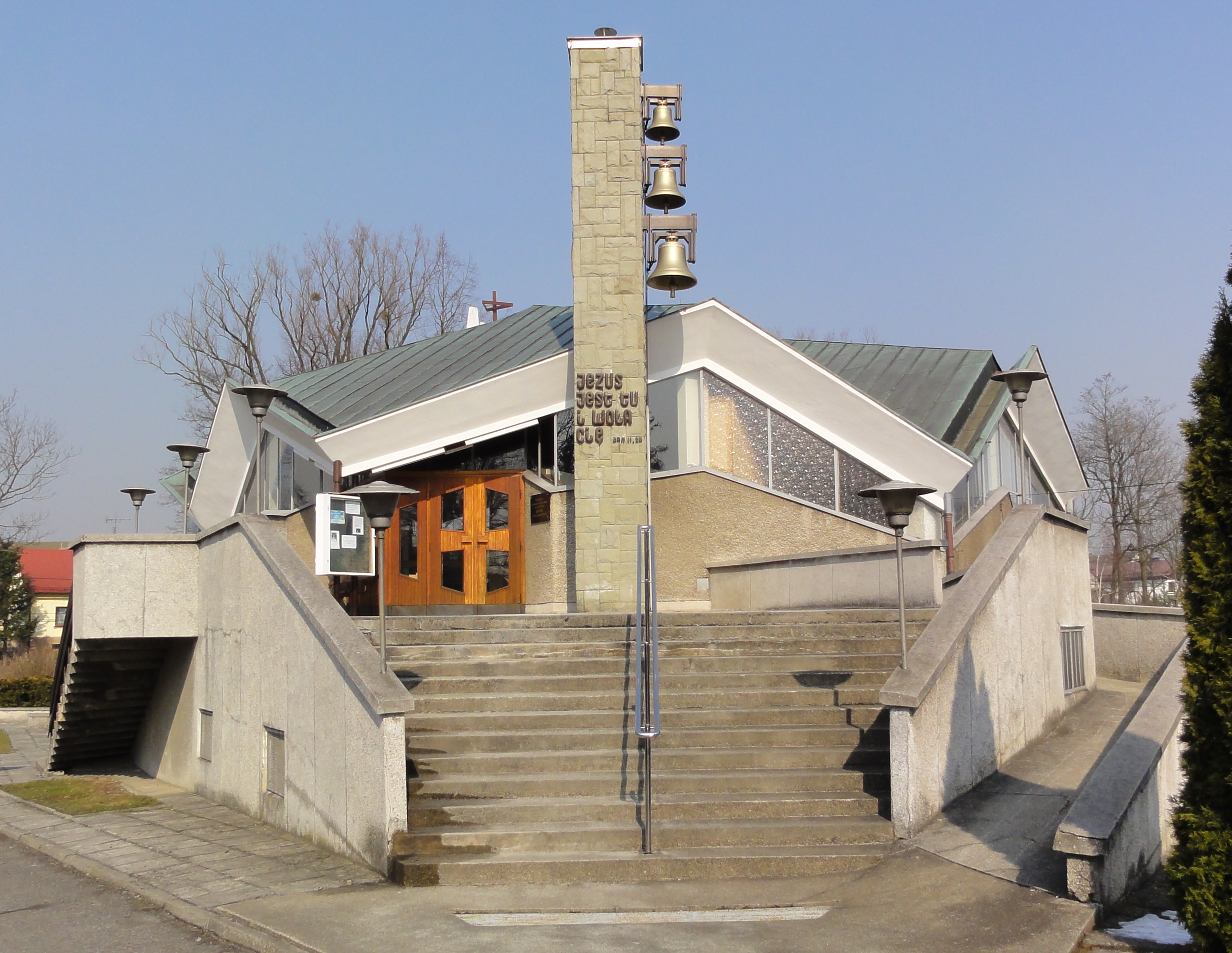
Kościół ewangelicki Świętej Trójcy (2011)
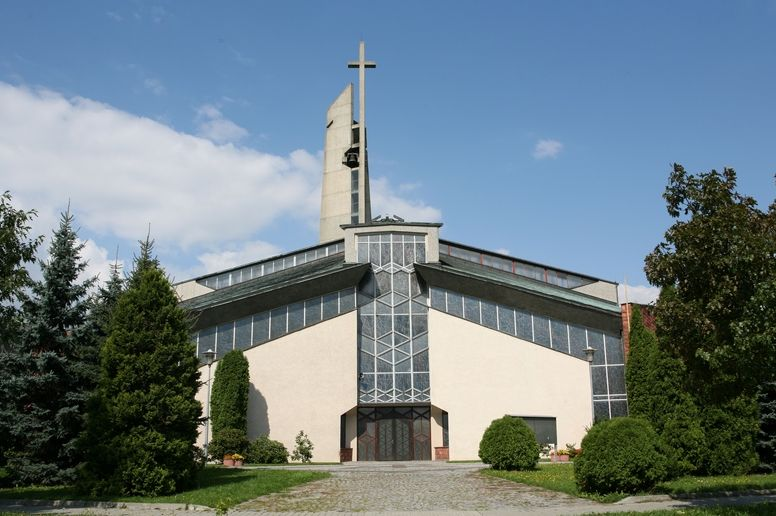
Kościół Podwyższenia Krzyża Świętego i Matki Boskiej Częstochowskiej, Pszczyna (2015)